# پونتشارترین پارک (نیواورلئان)
پونتشارترین پارک (به انگلیسی: Pontchartrain Park) یک منطقهٔ مسکونی در ایالات متحده آمریکا است که در لوئیزیانا واقع شده‌است. پونتشارترین پارک ۱٬۴۸۲ نفر جمعیت دارد و ۰٫۰ متر بالاتر از سطح دریا واقع شده‌است.